# サウジアラビアのスポーツ
サウジアラビアのスポーツでは、サウジアラビア王国におけるスポーツ競技について記述する。

## サッカー
サウジアラビア国内でも他の中東諸国同様に、サッカーが圧倒的に1番人気のスポーツとなっている。1976年に創設されたサウジ・プロフェッショナルリーグは、AFCクラブコンペティションランキングでは2024年時点でランキング1位であり、アジア地域においては最もレベルの高いリーグである。アル・ヒラルはAFCチャンピオンズリーグエリートの大会最多優勝クラブである。近年では、豊富な資金力を生かして、世界トップレベルの選手を招聘している。サウジアラビアサッカー連盟（SAFF）によって組織されるサッカーサウジアラビア代表は、AFCアジアカップでは通算3度の優勝を飾っている。FIFAワールドカップには1994年大会で初出場して以降、通算6度の出場歴がある。

## クリケット
クリケットはサッカーに次いで、サウジアラビア国内で2番目に人気のスポーツである。国内競技連盟であるサウジアラビアクリケット連盟 (SACF) の本部はリヤドに所在しており、クリケットの試合を管理するためにスポーツ省に登録されている唯一の法人である。2003年に国際クリケット評議会に加盟し、2016年に準会員に昇格した。クリケットが圧倒的に人気のある地域である南アジア出身の外国人労働者が、同国の人口を部分的に占めていることもクリケット人気の要因の一つである。国内には100以上のクリケット場があり、370の登録されたクリケットクラブがある。

## オリンピック
サウジアラビアは夏季オリンピックには1972年ミュンヘンオリンピックで初参加し、冬季オリンピックには2022年北京オリンピックで初参加した。

## 女子スポーツ
2021年にサッカーサウジアラビア女子代表が新設され、2022年にサッカーセーシェル女子代表と初の国際親善試合が行われた。